# Simón Ballester
Simón Ballester (Manacor, Baleares, ¿? – Palma de Mallorca, 1457), alias Tort (Tuerto), fue un revolucionario español, uno de los caudillos de la revuelta social mallorquina en 1450-1453.

## Biografía
Era payés e hijo del capataz de Son Pere Andreu. Juntamente con Jaime Nicolau y Bartolomé Moner fue uno de los hombres clave y de los más radicales de la revuelta.
En julio de 1450 participó en el primer sitio a la ciudad de Palma de Mallorca, al frente de un ejército de 2.000 payeses.
A principios de 1451 sostuvo negociaciones en Manacor con el gobernador Berenguer de Oms, que había ido expresamente a ello, pero las mismas fracasaron y en abril de 1451 se produjo el segundo sitio de la ciudad.
Fue caudillo de las tropas contra 900 payeses leales al gobernador, comandados por el lugarteniente Jaime Cadell.
Tras un tercer sitio en mayo de 1451, el rey Alfonso V de Aragón cedió a las presiones de los privilegiados y se decidió a intervenir con gran dureza. El monarca, en agosto de 1452, envió un ejército de mercenarios italianos  (saccomani), del cual era Capitán General el virrey de Cerdeña Francisco de Erill, que derrotó a los sublevados en una batalla entre Inca y Sancellas.
En 1456 se fue a Menorca, de donde fue extraditado. En 1457 fue ejecutado.

## Cultura actual
De su vida se han hecho diversas obres :
- Simón Ballester el tuerto, de Miquel Bibiloni Corró.
- Lealtad mallorquina, de Joan Bosch Sureda.
- Els commoguts, de Joan Soler Antich.[3]
- La compañía Els Capsigranys representó en Manacor la obra de teatro Anomenat lo Tort.

El poeta y cantautor Guillem d'Efak compuso la popular balada de Son Coletes que rememora los hechos de la revuelta.